# Trauma Center (sorozat)
A Trauma Center Japánban Csósittó kadukeuszu (超執刀カドゥケウス) „orvosszimulátor” videójáték-sorozat, melyben a játékos egy sebészt alakít. A sérülteket különböző eszközökkel gyógyíthatja, de használhatja a „Gyógyító Érintés”-t (Healing Touch) is. A sorozat visszatérő eleme, hogy a játékosnak bioterrort elszenvedő betegeket is kell gyógyítania. Ezek a játékok a Nintendo DS érintőképernyőjét és a Wii mozgásérzékelős kontrollereit teljes mértékben kihasználják. A sorozat csak Nintendo konzolokon jelent meg.
Az első, a második és a negyedik játéknak a szereplői ugyanazok. A harmadik játék az első után játszódik tíz évvel és a játéknak két új főszereplője van Markus Vaughn és Valerie Blaylock.

## Történet
A játék 2018-ban Kaliforniában Angeles Bayben játszódik. Az első, második és negyedik játék főszereplője Derek Stiles aki egy új sebész. Derek addig nem jön bele a munkájába amíg Angela „Angie” Thompson nem lesz az asszisztense a „Remény Kórházában” (Hope Hospital). Miután Derek több látszólag menthetetlen sérültet is meggyógyít egy különleges erő kezd el benne ébredezni. Később erre azt mondja, hogy ez Aszklépiosz görög isten ajándéka. Ő és Angie a Caduceusnak kezd el dolgozni akik azok életért küzd akiket a GUILT megtámadt.
A harmadik játék 10 évvel az első után játszódik. Markus Vaughn és Valerie Blaylock a játék főszereplői. Nekik is mint Dereknek is megvan a „Gyógyító Érintés” (Healing Touch). Los Angelesben a Concordia Medical Instituteben dolgoztak amíg át nem mentek az alszkai Montgomery Memorial kórházba. Amikor bezár a kórház akkor annak vezetője mondta nekik, hogy menjek vissza a Concordiába. Amikor visszaérnek Wilkens professzortól hallanak a Stigmáról ami a GUILT-hoz hasonló betegség. Mark és Val az asszisztensükkel Elena Salazarral elkezdik a Stigma utáni nyomozást.
A negyedik játék 2021-ben játszódik. Újra Derek és Angie a játék főszereplői. Három éve teljes mértékben legyőzték a GUILT-ot, de egy új betegséggel a PGS-el (Post GUILT Syndrome) kell megküzdeniük és a GUILT is újra előjön a régi betegeken.

## Játékok

### Trauma Center: Under the Knife
Az első részt a Trauma Center: Under the Knife-ot 2005. június 30-án adták ki Japánban Nintendo DS-re. A játék 2018-ban játszódik. A főszereplő Derek Stiles és asszisztense Angela Thompson.

### Trauma Center: Second Opinion
A második részt a Trauma Center: Second Opinion a Wii egyik nyitócímeként 2006. november 19-én adták ki Észak-Amerikában. Az Under the Knife feljavított verziója. Nozomi Weaver egy új irányítható karakterként jelenik meg és egy új játékmód az „X missions” is szerepel a játékban.

### Trauma Center: New Blood
A harmadik részt a Trauma Center: New Blood-ot 2008. november 7-én adták ki EurópábanWii-re. A játék 2028-ban játszódik. A játék főszereplője Markus Vaughn és asszisztense Valerie Blaylock. Derek Stiles és Angie Thompson is benne van a játékban. A New Blood kihasználja a Nintendo Wi-Fi Connectiont.

### Trauma Center: Under the Knife 2
A negyedik rész, a Trauma Center: Under the Knife 2 2008. július 1-jén jelent meg Nintendo DS-re. A játék 2021-ben játszódik. A játék főszereplője újra Derek Stiles és Angie Thompson. Az első játékból több szereplő is benne van a játékban, de újak is vannak. A Second Opinion-ből több eszközt is átvettek ebbe a játékba.

### Trauma Team
Az ötödik rész a Trauma Team 2010 tavaszán fog megjelenni Wii-re. A játékos lehet fősebész, diagnoszta, ortopéd szakorvos, endoszkópos vagy halottkém.

## Külső hivatkozások
- A sorozat hivatalos weboldala
- Trauma Center Wikia